# Janirella bocqueti
Janirella bocqueti är en kräftdjursart som beskrevs av Chardy 1974. Janirella bocqueti ingår i släktet Janirella och familjen Janirellidae. Inga underarter finns listade i Catalogue of Life.